# Amathusia fruhstoferi
Amathusia fruhstoferi är en fjärilsart som beskrevs av Lambertus Johannes Toxopeus 1951. Amathusia fruhstoferi ingår i släktet Amathusia och familjen praktfjärilar. Inga underarter finns listade i Catalogue of Life.